# Fridley
Fridley és una població dels Estats Units a l'estat de Minnesota. Segons el cens del 2000 tenia 27.449 habitants.

## Demografia
Segons el cens del 2000, Fridley tenia 27.449 habitants, 11.328 habitatges, i 7.317 famílies. La densitat de població era de 1.043,1 habitants per km².
Dels 11.328 habitatges en un 28,2% hi vivien nens de menys de 18 anys, en un 48,6% hi vivien parelles casades, en un 11,6% dones solteres, i en un 35,4% no eren unitats familiars. En el 26,8% dels habitatges hi vivien persones soles el 6,3% de les quals corresponia a persones de 65 anys o més que vivien soles. El nombre mitjà de persones vivint en cada habitatge era de 2,4 i el nombre mitjà de persones que vivien en cada família era de 2,91.
Per edats la població es repartia de la següent manera: un 22,5% tenia menys de 18 anys, un 10,2% entre 18 i 24, un 31% entre 25 i 44, un 24,4% de 45 a 60 i un 12% 65 anys o més.
L'edat mediana era de 36 anys. Per cada 100 dones de 18 o més anys hi havia 96,7 homes.
La renda mediana per habitatge era de 48.372 $ i la renda mediana per família de 55.381 $. Els homes tenien una renda mediana de 38.100 $ mentre que les dones 29.997 $. La renda per capita de la població era de 23.022 $. Entorn del 5,3% de les famílies i el 7,3% de la població estaven per davall del llindar de pobresa.

## Poblacions més properes
El següent diagrama mostra les poblacions més properes.